# ادد-نیراری دوم

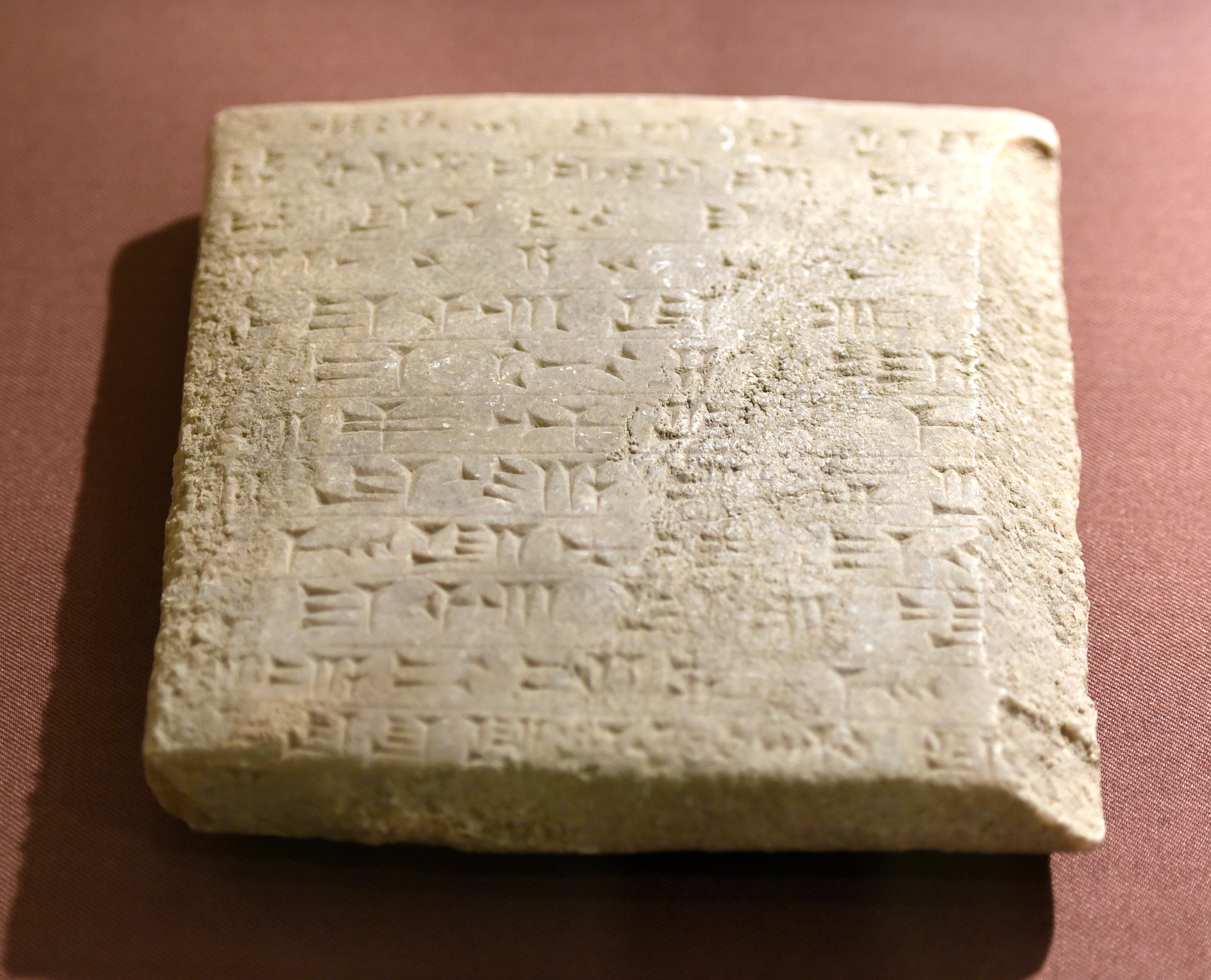
کتیبه سنگ نوشته ادد نیراری دوم موزه بغداد

ادد-نیراری دوم (Adadnerari II) پادشاه آشور در پایان قرن دهم پیش از میلاد (۹۱۱ تا ۸۹۰ پ. م) بر امپراتوری آشور حکومت کرد. پس از او، پسرش توکولتی نینورتای دوم به پادشاهی آشور رسید.

## نبردها در غرب و جنوب
او پس از درگذشت پدرش آشور-دان دوم به سلطنت رسید. این پادشاه آشوری، مناطقی را که قبلاً فقط به‌طور ظاهری و صوری تحت استیلا و تابعیت آشور بودند، به‌طور کامل و به معنای واقعی کلمه به تصرف خود درآورد و آرامی‌ها، نوهیتی‌ها و هوری‌های دردسرساز را به مناطق و نقاط دیگری تبعید کرد. سپس دو دفعه به نیروهای شمش-مودمیق حاکم بابل هجوم برد و او را شکست داد و منطقهٔ بزرگی در شمال رود دیاله و برخی مناطق دیگر از جمله شهر هیت را در میان‌رودان میانی به خاک آشور ضمیمه کرد. وی با فرمانروای دیگر بابل نبو-شوم-اوکین اول نیز مصاف داد و او را نیز در نبرد مغلوب کرد، قسمت‌ها و سرزمین‌های دیگری در این جنگ نصیب پادشاه آشور شد. وی همچنین به سوی غرب لشکرکشی کرد و شهر آرامی نصیبین را به زیر سلطهٔ خود درآورد و همین‌طور همراه با مقادیر زیادی ثروت که به دست آورده بود، ناحیهٔ رود خابور را استحکام بخشید.

## حمله به مناطق شرقی
آداد-نراری دوم ناحیهٔ آن سوی زاب سفلی، از هابهی و زاموآ تا گردنه‌های کشور نامار را درنوردید و قبل از آن نیز به سوی سرچشمهٔ زاب علیا رفت و به کشور مهری که در نزدیکی کرانه‌های غربی دریاچهٔ ارومیه واقع بود، رسید. در عهد شاهان بعدی، توکولتی-نینورت ی دوم که در سال ۸۸۵ پ. م؛ و آشور-ناصیر-پال دوم که در سال‌های ۸۸۳، ۸۸۱، و ۸۸۰ پ. م لشکرکشی کردند، تجاوز و لشکرکشی به سرزمین‌های شرقی ادامه یافت.

## لقب‌های مشترک
حکمرانی سلسلهٔ آشوریان قریب هزار سال بطول انجامید، از آغار قرن چهاردهم شروع و در اواسط قرن هفتم پ.م. توسط قوم ماد منقرض شد. علاوه بر مؤسس سلالهٔ آشور ادد-نیراری یکم، با فاصلهٔ زمانی بسیار زیاد، دو پادشاه ملقب به ادد-نیراری و هفت پادشاه ملقب به ادد هستند. جلوس ادد-نیراری یکم در سال ۱۴۰۰ پ.م. وقوع یافت و ادد-نیراری دوم در سال ۹۱۱ پ. م؛ و ادد-نیراری سوم در سال ۸۱۰ پ.م. حکومت را آغاز کردند. همان‌طور که مسلّم است فاصلهٔ میان ادد-نیراری یکم تا ادد-نیراری دوم حدود پانصد سال و فاصلهٔ میان ادد-نیراری دوم تا ادد-نیراری سوم یکصد سال است. این قاعدهٔ القاب مشترک دربارهٔ تیگلات-پیلسرها و شلمنسرها نیز صادق بوده و اسامی یکم، دوم و سوم در میان ایشان نیز مطرح می‌باشد.
به نظر می‌رسد انتساب لقب‌ها و اسامی مشترک، دلیل خاصی داشته که اکنون برای «علم تاریخ» مهجور و مبهم مانده‌است. فقط از روی حدس و گمان می‌توان به این نتیجه رسید که خصوصیات اخلاقی و صفات ویژه در بدو تولّد که توسط کاهنان، مغان، غیب‌گویان و ستاره‌شماران پیش‌گویی می‌شد نتیجهٔ القاب مشترک باشد یا در دوران زمامداری پادشاهی به سبب هوش، درایت یا شیوهٔ جنگ، لقبی مناسب با نیاکان گذشته‌اش به وی نسبت داده می‌شد. یک وجه یا خصوصیات مشترک می‌توانست این پادشاهان را تحت لوای یک لقب واحد گرد آورد. حتماً نقطهٔ اشتراکی میان ادد-نیراری یکم، دوم و سوم بوده که در میان ملل ایشان را بدان صفت مشترک یاد می‌نمودند.